# ورزشگاه یوزف مارین
ورزشگاه یوزف مارین (هلندی: Stade Joseph Marien) یک ورزشگاه در شهر بروکسل، بلژیک است.
این ورزشگاه که در سال ۱۹۱۹ ساخته شده است دارای ۵۵۰۰ نفر ظرفیت می‌باشد و یکی از ورزشگاه‌های مسابقات فوتبال در بازی‌های المپیک تابستانی ۱۹۲۰ بوده است.